# Харисбърг
Харисбърг (на английски: Harrisburg) е град и административен център на щата Пенсилвания, САЩ. Харисбърг е с население от 48 950 души. (2000)

## Известни личности
Родени в Харисбърг
- Нют Гингрич (р. 1943), политик